# خورشیدگرفتگی ۶ ژانویه ۲۰۷۶
خورشیدگرفتگی ۶ ژانویه ۲۰۷۶ (به انگلیسی: Solar eclipse of January 6, 2076) یک خورشیدگرفتگی از نوع خورشیدگرفتگی کامل است. این خورشیدگرفتگی در تاریخ ۶ ژانویه ۲۰۷۶ میلادی (‎۱۶ دی ۱۴۵۴ خورشیدی) روی خواهد داد که زمان اوج آن، ساعت ۱۰:۰۷:۲۷ به‌وقت ساعت هماهنگ جهانی است. مدت زمان و طول این خورشیدگرفتگی ۱ دقیقه و ۴۹ ثانیه خواهد بود.